# رنا عبد الحميد
رنا عبد الحميد (مواليد 6 مايو 1993)  رائدة أعمال وناشطة أمريكية مسلمة من أصول مصرية، وعضوة بمنظمة الديمقراطيين الاشتراكيين تعيش في كوينز ، نيويورك . هي التي أسست مؤسسة حجاب نيويورك ومبادرة المرأة لتمكين الذات، وتعمل كمديرة للتسويق والشراكة بشركة جوجل.

## الحياة الشخصية
رنا عبد الحميد هي مسلمة. بالإضافة إلى إجادتها اللغة الإنجليزية ، تتحدث أيضاً العربية والإسبانية .
عبد الحميد عضو في منظمة الاشتراكيين الديمقراطيين لأمريكا .